# Ryan Stiles
Ryan Stiles (Seattle, 22 de abril de 1959) é um ator, comediante, produtor e dublador. É mais conhecido por seu papel de Herb Melnick, na série Two and a Half Men.

## Filmografia
| Ano           | Título                          | Papel               | Notas                    |
| ------------- | ------------------------------- | ------------------- | ------------------------ |
| 1985          | Rainbow War                     | Ele mesmo           |                          |
| 1985          | The Beachcombers                | Tall Suit           | 1 episódio               |
| 1986          | The Hitchhiker                  | Criador             | 1 episódio               |
| 1989          | Andrea Martin... Together Again | Bill                |                          |
| 1990          | It's Garry Shandling's Show     | Bob/Kenny Tuchman   | 1 episódio               |
| 1990-2006     | Whose Line Is It Anyway         | Ele mesmo           | Participações            |
| 1991          | Life As We Know It!             | Ele mesmo           | Participações            |
| 1991          | Hot Shots!                      | Mailman Farnham     |                          |
| 1993          | Hot Shots! Part Deux            | Rabinowitz          |                          |
| 1995-2004     | The Drew Carey Show             | Lewis Kiniski       | Protagonista             |
| 1997          | Courting Courtney               | Chad Gross          |                          |
| 1997-presente | Whose Line Is It Anyway?        | Ele mesmo           | 198 episódios            |
| 2001          | Dharma and Greg                 | Abraham Lincoln     | Recorrente               |
| 2003          | Nobody Knows Anything           | Harold              | Sem créditos             |
| 2004-2015     | Two and a Half Men              | Herb Melnick        |                          |
| 2006          | The Extra                       | Clyde               |                          |
| 2008          | Reno 911!                       | Treinador           | Episódio 15, Temporada 5 |
| 2009          | Astro Boy                       | Mr. Mustachio       | Voz                      |
| 2011          | Drew Carey's Improv-A-Ganza     | Ele mesmo           | Recorrente               |
| 2011          | Working Class                   | Dr. Edwin Gould DDS |                          |
| 2011          | Spooky Buddies                  | Hoot                | Voz                      |
| 2012          | Treasure Buddies                | Slither             | Voz                      |
| 2012          | Are You There, Chelsea?         | Jerry               |                          |